# Vatel
Vatel je francouzsko-britsko-belgický hraný film z roku 2000, který režíroval Roland Joffé. Vypráví o úsilí Françoise Vatela, majordoma rodu Condé, obnovit pro svého pána milost u krále Ludvíka XIV. Film byl představen na zahájení filmového festivalu v Cannes dne 5. května 2000.

## Děj
V dubnu 1671 je François Vatel majordomem a komorníkem Ludvíka II. de Bourbon-Condé, prince z rodu Condé. Ten, stárnoucí a unavený, se snaží získat zpět přízeň krále Ludvíka XIV. Přeje si získat velení vojenského tažení proti Nizozemcům. Pro tuto příležitosti Condé svěří osud svého domu do rukou Vatela a pověří ho obtížným úkolem zorganizovat návštěvu dvora na jeho zámku Chantilly. Vatel se tak potkává s Anne de Montausier, bývalou královou milenkou. Navzdory jejich velmi odlišnému sociálnímu původu se Vatel a Anne do sebe zamilují.

## Obsazení
| Gérard Depardieu          | François Vatel                    |
| Uma Thurman               | Anne de Montausier                |
| Tim Roth                  | Antonin Nompar de Caumont         |
| Timothy Spall             | Jean Hérault de Gourville         |
| Julian Glover             | princ Condé                       |
| Julian Sands              | Ludvík XIV.                       |
| Murray Lachlan Young      | Filip Orleánský                   |
| Hywel Bennett             | Jean-Baptiste Colbert             |
| Richard Griffiths         | doktor Pierre Michon Bourdelot    |
| Arielle Dombasle          | princezna Condé                   |
| Marine Delterme           | Madame de Montespan               |
| Philippine Leroy-Beaulieu | vévodkyně de Longueville          |
| Jérôme Pradon             | markýz d'Effiat                   |
| Féodor Atkine             | Alcalet                           |
| Nathalie Cerda            | královna Marie Tereza             |
| Émilie Ohana              | vévodkyně de la Vallière          |
| Sébastien Davis           | Demaury                           |
| Natacha Koutchoumov       | Louise, služka Anny de Montausier |

## Místa natáčení
- zámek Voisins
- zámek Maisons-Laffitte
- zámek Fontainebleau
- zámek Vaux-le-Vicomte
- zámek Champlâtreux
- Park Saint-Cloud
- Potager du Dauphin
- Hôtel de Toulouse
- nádvoří paláce Carnavalet

Produkce nepoužila skutečný zámek Chantilly, protože místo se během doby příliš změnilo.

## Ocenění
- César: nejlepší výprava (Cecilia Montiel)